# Edward L. Leahy
Edward L. Leahy (Bristol, 1886. február 9. – Bristol, 1953. július 22.) az Amerikai Egyesült Államok szenátora (Rhode Island, 1949–1950).